# Albrecht von Freyberg
Ernst Alfred Andreas Albrecht Freiherr von Freyberg-Eisenberg-Allmendingen (* 4. Februar 1876 in Allmendingen; † 13. September 1943 in Berlin) war ein deutscher Marineoffizier, zuletzt Vizeadmiral sowie Marineattaché.

## Leben

### Familie
Albrecht Freiherr von Freyberg-Eisenberg-Allmendingen, Sohn des Gutsherrn Ernst Freiherr von Freyberg-Eisenberg-Allmendingen (1844–1909) und dessen Gemahlin Leopoldine, geb. Freiin von Freyberg-Eisenberg-Haldenwang (1851–1941), stammte aus dem alten süddeutschen Adelsgeschlecht der Freyberg und hatte zehn Geschwister, darunter den späteren Generalmajor der Luftwaffe Egloff Max Freiherr von Freyberg-Eisenberg-Allmendingen.
Er war seit dem 7. Oktober 1912 mit Anna Charlotte Gabrielle Margarethe von Brentano (1890–1966) verheiratet. Aus der Ehe gingen zwei Söhne und drei Töchter hervor. Der Älteste, ihr Sohn Burkardt (1913–1944) ehelichte Lätitia von Düring. Er war Mediziner und praktizierender Arzt. Ihr zweiter Sohn Walter (1915–1943) starb im Zweiten Weltkrieg am 8. Oktober 1943 auf dem Unterseeboot U 610. Die älteste Tochter Gertrud (1914–2007) heiratete den Reichsgrafen Hamann von Ingelheim gen. Echter von und zu Mespelbrunn, die Tochter Ursula von Freyberg-Eisenberg-Allmendingen (1917–1985) heiratete Wolf Siegfried Alexander Graf von Brandenstein-Zeppelin und die jüngste Tochter Leopoldine (1925–1994) wurde die Ehefrau des Freiherrn Ludwig von Fuchs.

### Militärkarriere
Am 13. April 1896 trat Albrecht von Freyberg-Eisenberg-Allmendingen als Kadett in die Kaiserliche Marine ein. Seine seemännische Grundausbildung absolvierte er auf dem Schulschiff „Stein“. Anschließend wurde er über mehrere Etappen – Fähnrich zur See (1899), Leutnant zur See (1899), Oberleutnant zur See (1901) – bis zum Kapitänleutnant (1906) befördert und begleitete unterschiedliche Offiziersposten auf mehreren Schiffen der deutschen Flotte. So unter anderem vom Oktober 1905 bis zum Mai 1906 und erneut vom April 1907 bis zum September 1908 auf der kaiserlichen Yacht Hohenzollern. Zuletzt war er als Erster Offizier auf dem Kleinen Kreuzer Kolberg vom Juli 1911 bis Dezember 1912.
Seit dem 3. Dezember 1912 war Albrecht Freiherr von Freyberg-Eisenberg-Allmendingen als Marineattaché an der deutschen Botschaft für Österreich-Ungarn in Wien eingesetzt. Geschäftsträger war in dieser Zeit Heinrich Leonard von Tschirschky und Bögendorff (1858–1916), Militärattaché war Karl von Kageneck. In Wien löste er den bisherigen Marineattaché Harry von Posadowsky-Wehner (1869–1923) ab. Hier blieb Freyberg-Eisenberg-Allmendingen vorerst bis zum 14. Oktober 1914, kehrte aber, nach einer kurzen Interimszeit, in der er dem Befehlshaber der Marineluftfahrt zur Verfügung stand, im Januar 1915 als Marineattaché nach Wien zurück. Ab 1916 arbeitete als Militärattaché Wolfgang Muff (1880–1947) an seiner Seite. Diese zweite Einsatzzeit dauerte bis zum 6. Februar 1920, mit Zuständigkeit der maritimen Informationsbeschaffung und für die Pflege der marinepolitischen Beziehungen Deutschlands und Österreich-Ungarns. Während dieser Zeit wurde er zum Korvettenkapitän (März 1913), Fregattenkapitän (Dezember 1919) und Kapitän zur See (März 1920) befördert. Wegen der unklaren Verhältnisse, wie die Bestimmungen des Versailler Vertrages auszulegen wären, hatte das Auswärtige Amt allen Botschaften und Gesandtschaften die Mitteilung gemacht, dass der Einsatz der militärischen Attachés zu beenden wäre. Deshalb wurde zum 31. März 1920 die Stelle des Marineattachés in Wien aufgehoben. Zur weiteren Informationsbeschaffung verblieben jedoch abgedeckte militärische Attachés vor Ort.
Nach dem Zusammenbruch des deutschen Kaiserreiches wechselte Albrecht Freiherr von Freyberg-Eisenberg-Allmendingen in das Marineamt, nunmehr angesiedelt im neu geschaffenen Reichswehrministerium. Hier war er der Gruppe „Fremde Heere“ angeschlossen. Von dort folgte von Februar bis März 1920 sein nächster Attachéeinsatz in Den Haag, um die Geschäfte des vorhergehenden Marineattachés dort abzuwickeln. Das war Korvettenkapitän Ernst von Weizsäcker (1882–1952), der kurzfristig ins Auswärtige Amt übernommen wurde. Deutscher Botschafter in den Niederlanden war zu dieser Zeit Friedrich Rosen.
Von April bis Mai 1920 wurde Albrecht Freiherr von Freyberg-Eisenberg-Allmendingen anschließend als Mitglied des Admiralstabes zur Marineoffizierspersonalabteilung in das Reichswehrministerium kommandiert. Anschließend war er kurz in Vertretung Chef der Marineoffizierspersonalabteilung und übernahm diese Position bis September 1922. Er war Marinekommissar für den Kaiser-Wilhelm-Kanal (1922/23), und Kommandant auf dem Linienschiff Hannover (1923–1925). 1925 wurde er zum Konteradmiral befördert, wurde Inspektor des Marinedepots (1925–1926) und Leiter der Völkerbundgruppe Marine, die ehemalige Marinefriedenskommission, sowie Mitglied des ständigen Abrüstungskommittees beim Völkerbund (1926–1933). Bei dem für 1927/1928 vom Admiralsstab geplanten Einsatz neuer militärischer Attachés war er als Marineattaché für Großbritannien vorgesehen. Die Entsendung kam jedoch wegen der destruktiven Haltung des Auswärtigen Amtes nicht zustande.
Am 1. Oktober 1928 erhielt Albrecht Freiherr von Freyberg-Eisenberg-Allmendingen zum Konteradmiral den Charakter als Vizeadmiral und am 1. August 1933 das Patent zu diesem Dienstgrad. In der schwierigen Zeit der Jahre 1932/33, vor der Aufrichtung des NS-Staates, nahm Freyberg-Eisenberg-Allmendingen an der Genfer Abrüstungskonferenz teil, fungiert 1934 kurzzeitig als Leiter der Gruppe für Marinekonferenzen, bevor er am 30. September 1934 in den Ruhestand versetzt wurde. Sein hier vorgebrachtes Friedens- und europäisches Kooperationsverständnis befand sich nicht in Übereinstimmung mit den Zielstellungen der neuen Machthaber. Am 19. Juli 1939 wurde er zur Verfügung der Kriegsmarine gestellt, jedoch nicht zum aktiven Wehrdienst herangezogen.
Albrecht von Freyberg-Eisenberg-Allmendingen verstarb am 13. September 1943 in Berlin.

### Auszeichnungen
Freyberg-Eisenberg-Allmendingen war Rechtsritter des Johanniter-Ordens. Außerdem erhielt er für seine Leistungen in Frieden und Krieg folgende Orden und Ehrenzeichen:
- Roter Adlerorden IV. Klasse mit Krone[6]
- Ritter des Goldenen Kreuzes des Erlöser-Ordens[6]
- Komtur des Franz-Joseph-Ordens[6]
- Offizier des Ordens der Krone von Italien[6]
- Ritter I. Klasse des Sankt-Olav-Ordens[6]
- Ritter I. Klasse des Schwertordens[6]
- Eisernes Kreuz (1914) II. und I. Klasse[7]
- Ritterkreuz des Österreichischen Leopold-Ordens mit Kriegsdekoration[7]
- Österreichisches Militärverdienstkreuz III. Klasse mit Kriegsdekoration[7]